# Nazionale maschile under 20 di calcio della Bolivia
La nazionale di calcio della Bolivia Under-20 è la rappresentativa calcistica della Bolivia composta da giocatori Under-20; è affiliata alla CONMEBOL ed è posta sotto l'egida della Federación Boliviana de Fútbol.
Nella sua storia ha conquistato due quarti posti (1981, 1983), nel campionato sudamericano di categoria.

## Partecipazioni e piazzamenti a competizioni internazionali

### Mondiale Under-20
| Anno   | Piazzamento     | G               | V               | N*              | P               | GF              | GS              |
| ------ | --------------- | --------------- | --------------- | --------------- | --------------- | --------------- | --------------- |
| 1977   | Non qualificata | Non qualificata | Non qualificata | Non qualificata | Non qualificata | Non qualificata | Non qualificata |
| 1979   | Non qualificata | Non qualificata | Non qualificata | Non qualificata | Non qualificata | Non qualificata | Non qualificata |
| 1981   | Non qualificata | Non qualificata | Non qualificata | Non qualificata | Non qualificata | Non qualificata | Non qualificata |
| 1983   | Non qualificata | Non qualificata | Non qualificata | Non qualificata | Non qualificata | Non qualificata | Non qualificata |
| 1985   | Non qualificata | Non qualificata | Non qualificata | Non qualificata | Non qualificata | Non qualificata | Non qualificata |
| 1987   | Non qualificata | Non qualificata | Non qualificata | Non qualificata | Non qualificata | Non qualificata | Non qualificata |
| 1989   | Non qualificata | Non qualificata | Non qualificata | Non qualificata | Non qualificata | Non qualificata | Non qualificata |
| 1991   | Non qualificata | Non qualificata | Non qualificata | Non qualificata | Non qualificata | Non qualificata | Non qualificata |
| 1993   | Non qualificata | Non qualificata | Non qualificata | Non qualificata | Non qualificata | Non qualificata | Non qualificata |
| 1995   | Non qualificata | Non qualificata | Non qualificata | Non qualificata | Non qualificata | Non qualificata | Non qualificata |
| 1997   | Non qualificata | Non qualificata | Non qualificata | Non qualificata | Non qualificata | Non qualificata | Non qualificata |
| 1999   | Non qualificata | Non qualificata | Non qualificata | Non qualificata | Non qualificata | Non qualificata | Non qualificata |
| 2001   | Non qualificata | Non qualificata | Non qualificata | Non qualificata | Non qualificata | Non qualificata | Non qualificata |
| 2003   | Non qualificata | Non qualificata | Non qualificata | Non qualificata | Non qualificata | Non qualificata | Non qualificata |
| 2005   | Non qualificata | Non qualificata | Non qualificata | Non qualificata | Non qualificata | Non qualificata | Non qualificata |
| 2007   | Non qualificata | Non qualificata | Non qualificata | Non qualificata | Non qualificata | Non qualificata | Non qualificata |
| 2009   | Non qualificata | Non qualificata | Non qualificata | Non qualificata | Non qualificata | Non qualificata | Non qualificata |
| 2011   | Non qualificata | Non qualificata | Non qualificata | Non qualificata | Non qualificata | Non qualificata | Non qualificata |
| 2013   | Non qualificata | Non qualificata | Non qualificata | Non qualificata | Non qualificata | Non qualificata | Non qualificata |
| 2015   | Non qualificata | Non qualificata | Non qualificata | Non qualificata | Non qualificata | Non qualificata | Non qualificata |
| 2017   | Non qualificata | Non qualificata | Non qualificata | Non qualificata | Non qualificata | Non qualificata | Non qualificata |
| 2019   | Non qualificata | Non qualificata | Non qualificata | Non qualificata | Non qualificata | Non qualificata | Non qualificata |
| 2023   | Non qualificata | Non qualificata | Non qualificata | Non qualificata | Non qualificata | Non qualificata | Non qualificata |
| Totale | 0/23            | -               | -               | -               | -               | -               | -               |

### Campionato sudamericano Under-20
| Anno   | Piazzamento      | G                | V                | N*               | P                | GF               | GS               |
| ------ | ---------------- | ---------------- | ---------------- | ---------------- | ---------------- | ---------------- | ---------------- |
| 1954   | Non partecipante | Non partecipante | Non partecipante | Non partecipante | Non partecipante | Non partecipante | Non partecipante |
| 1958   | Non partecipante | Non partecipante | Non partecipante | Non partecipante | Non partecipante | Non partecipante | Non partecipante |
| 1964   | Non partecipante | Non partecipante | Non partecipante | Non partecipante | Non partecipante | Non partecipante | Non partecipante |
| 1967   | Non partecipante | Non partecipante | Non partecipante | Non partecipante | Non partecipante | Non partecipante | Non partecipante |
| 1971   | Fase a gironi    | 3                | 0                | 0                | 3                | 4                | 9                |
| 1974   | Non partecipante | Non partecipante | Non partecipante | Non partecipante | Non partecipante | Non partecipante | Non partecipante |
| 1975   | Non partecipante | Non partecipante | Non partecipante | Non partecipante | Non partecipante | Non partecipante | Non partecipante |
| 1977   | Fase a gironi    | 3                | 0                | 0                | 3                | 1                | 7                |
| 1979   | Fase a gironi    | 4                | 0                | 0                | 4                | 2                | 12               |
| 1981   | Quarto posto     | 7                | 1                | 4                | 2                | 7                | 9                |
| 1983   | Quarto posto     | 7                | 2                | 0                | 5                | 13               | 16               |
| 1985   | Fase a gironi    | 4                | 0                | 1                | 3                | 1                | 8                |
| 1987   | Fase a gironi    | 4                | 0                | 0                | 4                | 4                | 15               |
| 1988   | Fase a gironi    | 4                | 1                | 0                | 3                | 4                | 9                |
| 1991   | Fase a gironi    | 4                | 1                | 0                | 3                | 5                | 7                |
| 1992   | Fase a gironi    | 3                | 0                | 0                | 3                | 1                | 7                |
| 1995   | Fase a gironi    | 4                | 2                | 1                | 1                | 4                | 2                |
| 1997   | Fase a gironi    | 4                | 0                | 0                | 4                | 5                | 10               |
| 1999   | Fase a gironi    | 4                | 0                | 1                | 3                | 4                | 15               |
| 2001   | Fase a gironi    | 4                | 1                | 0                | 3                | 4                | 7                |
| 2003   | Fase a gironi    | 4                | 1                | 0                | 3                | 3                | 12               |
| 2005   | Fase a gironi    | 4                | 0                | 2                | 2                | 4                | 13               |
| 2007   | Fase a gironi    | 4                | 1                | 1                | 2                | 4                | 8                |
| 2009   | Fase a gironi    | 4                | 0                | 0                | 4                | 2                | 11               |
| 2011   | Fase a gironi    | 4                | 0                | 1                | 3                | 3                | 7                |
| 2013   | Fase a gironi    | 4                | 0                | 1                | 3                | 3                | 15               |
| 2015   | Fase a gironi    | 4                | 0                | 0                | 4                | 2                | 13               |
| 2017   | Fase a gironi    | 4                | 1                | 1                | 2                | 3                | 8                |
| 2019   | Fase a gironi    | 4                | 0                | 1                | 3                | 1                | 4                |
| 2023   | Fase a gironi    | 4                | 1                | 0                | 3                | 2                | 6                |
| 2025   | Fase a gironi    | 4                | 0                | 0                | 4                | 4                | 8                |
| Totale | 25/31            | 107              | 12               | 14               | 79               | 90               | 238              |

* I pareggi includono anche le partite concluse ai calci di rigore

## Tutte le rose

### Campionato sudamericano di calcio Under-20
Campionato sudamericano Under-20 1999P Arias, P Mejía, D Gómez, D Ortiz, D Peña, D Raldes, D Ribeiro, D Vaca, C Arévalo, C Becerra, C Bengolea, C Callaú, C García, C Gutiérrez, C Jaramillo, C Melgar, A Aguilera, A Andaveris, A Eterovic, A Grass, CT: Messa
Campionato sudamericano Under-20 20011 Suárez, 2 Méndez, 3 Algarañaz, 4 Zapata, 5 Raldes, 6 Melgar, 7 Vaca, 8 Torres, 9 Castillo, 10 Chávez, 11 Lima, 12 Alquiza, 13 Aguilar, 14 Cortez, 15 Soliz, 16 Menacho, 17 Cabrera, 18 Díaz, 19 Rodríguez, 20 Divico, CT: Flores
Campionato sudamericano Under-20 2003P Barroso, P Ñandauca, D Cortez, D Gálvez, D Gutiérrez, D Jáuregui, D H. Ortiz, D Jorge Ortiz, D Rocabado, C Arze, C Balcázar, C Banegas, C Betancourt, C Guzmán, C Mojica, C Uriona, C Vaca Diez, A Arce, A José Ortiz, A Monasterio, CT: Melgar
Campionato sudamericano Under-20 20051 Ríos, 2 Torrico, 3 Sánchez, 4 G. García, 5 Tordoya, 6 E. Melgar, 7 Angola, 8 Miranda, 9 Fierro, 10 Guzmán, 11 Torrez, 12 Arias, 13 Beltrán, 14 I. García, 15 Candia, 16 Ramírez, 17 Berríos, 18 Saucedo, 19 Sossa, 20 M. Melgar, CT: Roque
Campionato sudamericano Under-20 20071 Lampe, 2 Aguilar, 3 Blanco, 4 Tordoya, 5 Morales, 6 Vaca, 7 Verduguez, 8 Urgel, 9 Pinedo, 10 Campos, 11 Mealla, 12 Peñarietta, 13 Bejarano, 14 Fierro, 15 Juárez, 16 Vejarano, 17 Torrico, 18 Pedriel, 19 Roca, 20 González, CT: Villegas
Campionato sudamericano Under-20 20091 Arancibia, 2 Toco, 3 Méndez, 4 Verduguez, 5 R. Suárez, 6 Sánchez, 7 Duri, 8 Rea, 9 Castedo, 10 Galindo, 11 Peña, 12 Lisquiño, 13 Bejarano, 14 Tudor, 15 D. Suárez, 16 Cardozo, 17 Molina, 18 González, 19 Castellón, 20 Saucedo, CT: Villegas
Campionato sudamericano Under-20 20111 Lusquño, 2 Borda, 3 Cuéllar, 4 Gareca, 5 Togo, 6 Montero, 7 Ballivián, 8 Chumacero, 9 Reyes, 10 Suárez, 11 Becerra, 12 Cárdenas, 13 Quiroga, 14 Torrico, 15 Garzón, 16 Méndez, 17 Sanz, 18 Ríos, 19 Hoyos, 20 Carinaio, CT: Sandy
Campionato sudamericano Under-20 20131 Viscarra, 2 Mendoza, 3 Áñez, 4 L. Rodríguez, 5 Paniagua, 6 Azogue, 7 Muñóz, 8 Vaca, 9 Pontons, 10 Silva, 11 Vargas, 12 Zamora, 13 Taborga, 14 Pedraza, 15 Justiniano, 16 Bejarano, 17 Zabala, 18 Hurtado, 19 Castellón, 20 D. Rodríguez, 21 Revuelta, 22 Salinas, CT: Barrero
Campionato sudamericano Under-20 20151 Rojas, 2 Baldomar, 3 Candia, 4 Flores, 5 Pedraza, 6 Bejarano, 7 Áñez, 8 Saavedra, 9 D. Pinto, 10 Iragua, 11 Mejido, 12 Uraezaña, 13 Virreira, 14 Arano, 15 Alcántara, 16 Paredes, 17 Algarañaz, 18 A. Pinto, 19 Carrasco, 20 Gutiérrez, 21 Vaca, 22 Baldivieso, 23 Galindo, CT: Chacior
Campionato sudamericano Under-20 20171 Cordano, 2 Mercado, 3 Carrasco, 4 Reyes, 5 Haquín, 6 Torrico, 7 Robledo, 8 Villarroel, 9 Monteiro, 10 R. Vaca, 11 Miranda, 12 Claros, 13 Ribera, 14 C. D. Roca, 15 Quintanilla, 16 Céspedes, 17 Velasco, 18 de Lima, 19 Panique, 20 Gutiérrez, 21 C. Roca, 22 H. Vaca, 23 Careaga, CT: Sandy
Campionato sudamericano Under-20 20191 J. Cuéllar, 2 Quinteros, 3 Antelo, 4 Siles, 5 Demiquel, 6 Rojas, 7 García, 8 Gonzales, 9 Melgar, 10 Vaca, 11 Cano, 12 Rivas, 13 Herrera, 14 J. Fernández, 15 Canido, 16 Velásquez, 17 Menacho, 18 Terrazas, 19 M. Cuéllar, 20 Ferrufino, 21 R. Fernández, 22 Adorno, 23 Cueto, CT: Vizuete
Campionato sudamericano Under-20 20231 Poveda, 2 Rocha, 3 Álvarez, 4 Durán, 5 Vaca, 6 Morales, 7 Villarroel, 8 Sejas, 9 Ribera, 10 Chávez, 11 Luján, 12 Bernal, 13 Velasco, 14 Herrera, 15 Eguez, 16 Magallanes, 17 Flores, 18 Quaglio, 19 Nava, 20 Parrado, 21 Paz, 22 Rodriguez, 23 Guzmán, CT: Escobar
Campionato sudamericano Under-20 20251 Pereira, 2 Torrez, 3 Arroyo, 4 Macazaga, 5 Cuiza, 6 Zamora, 7 Melgar, 8 López, 9 Castedo, 10 M. Paniagua, 11 Rojas, 12 Caballero, 13 Añez, 14 Medina, 15 Tito, 16 Galindo, 17 Cenetella, 18 Salazar, 19 Montenegro, 20 E. Paniagua, 21 Rodríguez, 22 Cabrera, 23 Camacho, CT: Perrotta